# クレスピーノ
クレスピーノ（伊: Crespino）は、イタリア共和国ヴェネト州ロヴィーゴ県にある、人口約1,700人の基礎自治体（コムーネ）。

## 地理

### 位置・広がり

#### 隣接コムーネ
隣接するコムーネは以下の通り。括弧内のFEはフェラーラ県所属を示す。
- チェレニャーノ
- ガヴェッロ
- グアルダ・ヴェーネタ
- ポンテッキオ・ポレージネ
- リーヴァ・デル・ポー (FE)
- ロヴィーゴ
- ヴィッラノーヴァ・マルケザーナ

### 気候分類・地震分類
クレスピーノにおけるイタリアの気候分類 (it) および度日は、zona E, 2406 GGである。
また、イタリアの地震リスク階級 (it) では、zona 3 (sismicità bassa) に分類される。